# Клесум
Клесум (фр. Klessoum) — небольшой город в Чаде, расположенный на территории региона Шари-Багирми.

## Географическое положение
Город находится в юго-западной части Чада, на правом берегу реки Шари, на высоте 275 метров над уровнем моря.
Населённый пункт расположен на расстоянии приблизительно 9 километров к юго-востоку от столицы страны Нджамены.

## Климат
Климат города характеризуется как полупустынный жаркий (BSh в классификации климатов Кёппена). Среднегодовая температура воздуха составляет 28,2 °C. Средняя температура самого холодного месяца (января) составляет 23,5 °С, самого жаркого месяца (апреля) — 32,8 °С. Расчётная многолетняя норма осадков — 491 мм. В течение года количество осадков распределено неравномерно, основная их масса выпадает в период с мая по октябрь. Наибольшее количество осадков выпадает в августе (160 мм).

## Транспорт
Ближайший аэропорт расположен в Нджамене.